# Brian Johansen
Brian Johansen (født 3. juni 1987) er en dansk fodboldspiller, der spiller for fodboldkluben FC Djursland. Han optræder som både angriber, offensiv midtbanespiller og venstre kant.

## Karriere
Brian Johansen startede med at spille fodbold i HOG Hinnerup, men skiftede som lilleputspiller til AGF. Her spillede han indtil Esbjerg fB i sommeren 2004 skrev kontrakt med ham. Han spillede i Esbjerg indtil hans kontrakt udløb i sommeren 2007. Han kom aldrig på førsteholdet i klubben, blandt andet pga. sine mange skader.
Efterfølgende har han spillet i Hobro IK, IK Skovbakken og Aarhus Fremad.
I juli 2013 indgik Johansen en aftale med 2. divisionklubben Ringkøbing IF. 